# Знамя Кривого Рога (фильм)
Знамя Кривого Рога (нем. Die Fahne von Kriwoj Rog, англ. The Banner Of Kriwoi Rog) — восточно-германский полнометражный художественный фильм, экранизация одноимённого романа Отто Готше 1959 года.
Мировая премьера состоялась 25 октября 1967 года, на экраны ГДР вышел 27 октября 1967 года, первый телеэфир фильма был 5 августа 1970 года на канале DFF1.

## Формат
Фильм снят в чёрно-белом формате на 35 мм плёнку (1:2,35) длиной 2971 м (108 мин) в моно аудио формате.

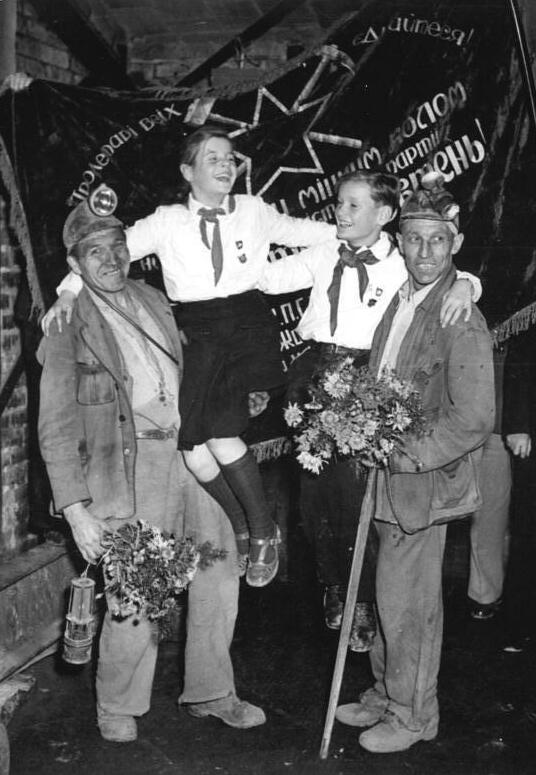
Пионеры и шахтёры возле знамени. 1952 год

## Сюжет
Фильм повествует о подаренном немецким шахтёрам знамени, его истории и истории его спасения, дружбе, отваге и силе духа в самые тяжёлые моменты.
В конце 1920-х годов саксонский шахтёр Отто Брозовский (Брозовски) пишет письмо советским горнякам. Завязывается дружба между советскими и немецкими горняками, в знак этой дружбы шахтеры Мансфельда получают красное знамя с приветственной надписью от горняков Кривого Рога с рудника им. Дзержинского. Знамя стало для Отто Брозовского, его семьи и друзей символом борьбы за идеалы социализма. Символом, который давал силы в самые тяжёлые моменты — на отпор полиции во время забастовки, на поднятие на борьбу со штурмовыми отрядами НСДАП. Знамя давало надежду, не позволяло отчаяться в тяжёлые времена власти нацистов над Германией.

## В ролях
- Эрвин Гешоннек — Отто Брозовский
- Марга Легаль — Мина Брозовская
- Хельмут Шелльхардт — Отто Брозовский
- Харри Хиндемит — Бургомистр Зонкель
- Фред-Артур Гепперт — Рюдигер
- Эва-Мария Хаген — Эльфрида
- Манфред Круг — Джул Хаммер
- Хорст Кубе — Бартель

## Награды
- 1967 — Премия молодёжного журнала «Новая Жизнь»;
- 1968 — Национальная премия 1-го класса.